# Emanuele Felice

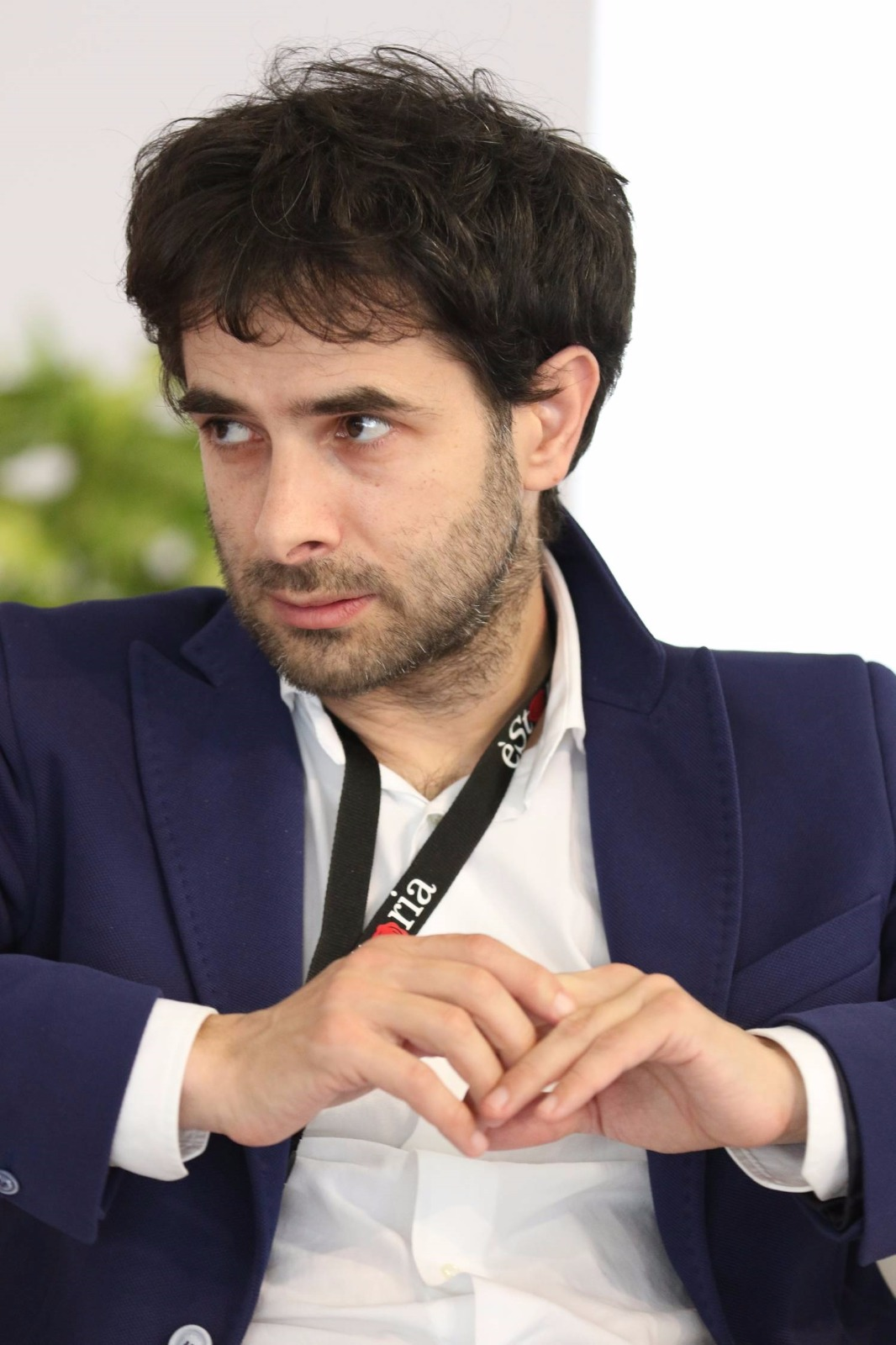
Emanuele Felice al Festival internazionale èStoria, Gorizia, aprile 2018.

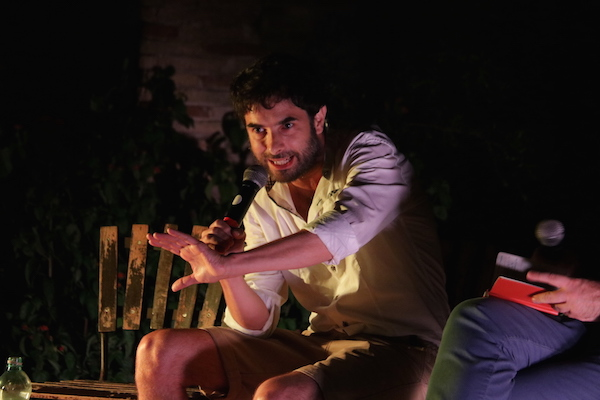
Emanuele Felice nel 2017 al Festival "Book & Wine", a Vasto, nell'incontro dal titolo "Songs can't change the world. Bob Dylan, Nobel per la letteratura 2016".

Emanuele Felice (Lanciano, 4 gennaio 1977) è un economista e saggista italiano, storico dell'economia.

## Biografia
Originario di Vasto, laureato in Economia all'Università di Bologna, ha conseguito il dottorato in Storia economica presso l'Università di Pisa e si è poi specializzato presso la London School of Economics, la Universitat Pompeu Fabra, la Harvard University.
Dal 2022 è professore ordinario di politica economica presso la Libera università di lingue e comunicazione IULM di Milano, dove insegna Economia della cultura e Storia economica. Nel 2021 e 2022 è anche Lecturer presso la LUISS, Libera università internazionale degli studi sociali Guido Carli, di Economic History.
Nel 2015 e 2016 è stato editorialista per La Stampa, dal 2017 al 2020 è stato editorialista per La Repubblica e L'Espresso, dal 2020 è editorialista per il quotidiano Domani.
Nel 2017, a 40 anni, ha ottenuto quattro abilitazioni come professore ordinario (in Politica economica, Economia applicata, Storia economica, Storia contemporanea).
Nel 2024 è il curatore del primo Festival dell'Economia Critica, organizzato a Milano dalla Fondazione Giangiacomo Feltrinelli.

## Opere e pensiero
Fra le sue opere più significative, figurano le seguenti (tutte pubblicate da Il Mulino): Perché il Sud è rimasto indietro (2013), Ascesa e declino. Storia economica d'Italia (2015), Storia economica della felicità (2017) e La conquista dei diritti. Un'idea della storia (2022).
Il libro Il Sud, l'Italia, l'Europa. Diario civile (2019), è una raccolta ragionata degli editoriali scritti dal 2014 al 2018 il cui tema centrale è il recente declino, in Italia, dell'economia e della democrazia.

### Questione meridionale e disuguaglianze
All'inizio, la sua attività di ricerca si è rivolta soprattutto alla ricostruzione storica dei divari regionali in Italia e alla loro interpretazione: in diversi articoli specialistici ha elaborato stime del PIL e della produttività delle regioni italiane, dall'Unità d'Italia al secondo dopoguerra, come pure dell'Indice di sviluppo umano e di altri indicatori sociali (istruzione, speranza di vita). Felice ha così proposto un quadro interpretativo di lungo periodo per spiegare i diversi andamenti regionali, basato sul ruolo del contesto sociale e delle istituzioni, e delle classi dirigenti che da quel contesto derivano: dove vi sono maggiori disuguaglianze interne e istituzioni estrattive, le classi dirigenti tendono più facilmente a strategie opportunistiche (che si legano anche al clientelismo e all'illegalità), che frenano la crescita, portando a una sorta di "modernizzazione passiva". L'economista e storica dell'economia Deirdre McCloskey ha definito "splendido" il lavoro di Emanuele Felice sui divari Nord-Sud.
Con il libro Perché il Sud è rimasto indietro (2013), Felice ottiene una certa notorietà anche al di fuori dei circoli accademici, suscitando un certo dibattito tra i fautori e gli oppositori della sua tesi, su diversi quotidiani. Fra gli altri, l'economista Michele Salvati, nel recensire il libro per il Corriere della Sera, l'ha definito "Un lavoro importante (...) molto utile e facilmente leggibile, a tratti appassionante, per chi voglia disporre di una interpretazione documentata dell’origine e della permanenza dello sviluppo dualistico del nostro Paese", ed ha accostato per il valore delle sue ricerche Emanuele Felice allo storico Luciano Cafagna. Antonio Polito ha scritto di "una infiammata disputa storiografica che ha accesso il libro di Emanuele Felice (...) Dalle colonne del Corriere del Mezzogiorno a quelle del Mattino, sostenitori e detrattori delle tesi del giovane storico di origini abruzzesi si stanno affrontando senza esclusione di colpi". 

### Storia economica d'Italia e cause del declino italiano
Nel libro successivo, Ascesa e declino. Storia economica d'Italia (Il Mulino, 2015), e in alcuni articoli specialistici, Felice allarga il suo schema interpretativo: come per il Sud, anche per l'Italia sono in sostanza l'assetto socio-istituzionale, e le classi dirigenti che ne derivano, a determinare i successi e i fallimenti, e in particolare a spiegare l'attuale fase di declino economico. Anche questo libro suscita un certo dibattito, sui quotidiani nazionali e anche al di fuori dei circoli accademici.
In alcuni saggi successivi, così come in un numero monografico per la rivista "L'Industria" da lui curato insieme a Ugo Pagano, Felice si concentra in particolare sulle cause del recente declino economico dell'Italia. Secondo Felice già dagli anni Settanta, e poi con ancora meno attenuanti negli anni Ottanta, l’Italia si è avvitata in un percorso di "path dependence" (dipendenza dal sentiero) e ne è rimasta prigioniera: soluzioni di breve periodo, che nell’immediato soddisfacevano i principali attori economici e politici, sono state preferite ad altre di maggiore lungimiranza strategica, ma che avrebbero messo in discussione i compromessi e i benefici esistenti. Secondo Felice, l'Italia allora ha scelto una strategia di crescita non adatta agli standard di un paese avanzato: puntare sul debito pubblico (peraltro in modo clientelare), sulla svalutazione del cambio e sulla rendita; invece che investire sulle condizioni che creano innovazione tecnologica e mobilità sociale. Questa impostazione è poi sostanzialmente rimasta anche negli anni successivi quando, dopo l'entrata nell'euro, si è pensato di poter competere svalutando e precarizzando il lavoro (cioè ancora una volta sui costi), invece che puntando sull'innovazione (cioè sulla qualità). Fra le aree in cui la classe politica non è riuscita o non ha voluto intervenire, e che invece erano fondamentali per la crescita, e dove tuttora l'Italia presenta gravi problemi e anomalie, Felice analizza in particolare la pubblica amministrazione, l'istruzione e la ricerca, le politiche per il Mezzogiorno.

### Sviluppo economico, etica e democrazia
Con il libro Storia economica della felicità (2017), Felice propone una lettura di lungo periodo sul rapporto fra sviluppo economico, etica e diritti umani.
Nel recensirla, Sabino Cassese ha accostato quest'opera ai lavori di Max Weber, Jared Diamond e Yuval Harari.
Nel 2020 di questo libro esce un'edizione in spagnolo, sottotitolata "Una nuova visione della storia del mondo" (Editorial Crítica); secondo la rivista WMagazin, Historia economica de la felicidad è uno dei cinque migliori saggi pubblicati nel 2020.
Alla fine del 2019 pubblica come editoriale un saggio per la rivista Il Mulino, scritto con Giuseppe Provenzano (Ministro per il Sud e la coesione territoriale e già responsabile Lavoro del Partito Democratico nella prima segreteria di Nicola Zingaretti), dal titolo "Perché la democrazia è in crisi? Socialisti e liberali per i tempi nuovi", in cui si sostiene che le politiche neo-liberali degli ultimi quarant'anni contribuendo ad aumentare le disuguaglianze dentro i paesi avanzati hanno causato l'indebolimento della democrazia liberale in Occidente, mentre l'ideologia neo-liberale, ponendo in secondo piano i diritti umani (specialmente sociali), ha rappresentato un tradimento del liberalismo; al contrario, il liberalismo può ritrovare linfa in un nuovo incontro con il pensiero socialista, fondato sulla valorizzazione dei diritti dell'uomo allargati, proseguendo il cammino intrapreso nei decenni successivi alla seconda guerra mondiale. Il saggio di Felice e Provenzano ha suscitato un ampio dibattito: nei primi mesi del 2020 la rivista "Pandora" ha pubblicato due dozzine di contributi di studiosi e uomini politici che ne discutono le tesi, sotto il titolo "Socialismo e liberalismo. Un dibattito sulla cultura politica".
Nel marzo del 2020 ha pubblicato sempre con Il Mulino Dubai, l'ultima utopia, un saggio e un reportage molto critico su quella che si definisce la "città più felice del mondo", ma che secondo Felice è invece un mondo distopico: il caso esemplare nel mondo della separazione fra capitalismo e democrazia, che rappresenta in modo paradigmatico le conseguenze (anche sull'ambiente) di un progresso economico sganciato dall'ideale dei diritti dell'uomo. 

### Interpretazione della storia
Nel 2022 pubblica, sempre per i tipi de Il Mulino, il libro La conquista dei diritti. Un'idea della storia. In questo lavoro, l'autore rilegge l'intera storia umana alla luce di tre grandi ideologie e visioni della storia, il liberalismo, il socialismo e l'ambientalismo, per mostrare come esse possano completarsi a vicenda, nella visione dei "diritti umani allargati": questi progressivamente nel corso del tempo si sono estesi dai tradizionali diritti civili di prima generazione (le libertà civili e politiche) ai diritti sociali, grazie all'incontro con il pensiero socialista, poi ai diritti civili di seconda generazione (la liberazione dell'amore e i diritti delle persone Lgbt), quindi oggi ai diritti ambientali e ai diritti degli animali; e nell'estendersi, secondo un'etica della giustizia che è propria della ragione umana e una visione relazionale della felicità umana, pongono anche dei doveri. Il libro rappresenta per certi versi la seconda gamba, politica, della visione della storia propria di Felice, mentre Storia economica della felicità ne costituisce la gamba etica.

### Liberalsocialismo
Nel successivo libro, scritto in 'duello' con Alberto Mingardi, Libertà contro libertà. Un duello sulla società aperta (Il Mulino, 2024), Felice sintetizza la sua visione di un nuovo liberalismo che si completa nell'incontro con il socialismo e con l'ecologismo e che costituisce anche, a suo parere, la chiave per superare la crisi delle liberal-democrazie. Per Felice, in questa visione, libertà e uguaglianza non sono in contrapposizione ma possono rafforzarsi a vicenda. 

## Impegno politico
È stato responsabile Economia del Partito Democratico, dal febbraio 2020 al marzo 2021, con la segreteria di Nicola Zingaretti.
Nella sua prima intervista in questo ruolo, rilasciata il 24 febbraio 2020 al quotidiano di cui era editorialista La Repubblica, Felice propone un nuovo patto con l'Europa per rilanciare l'economia italiana: più margini sul fronte degli investimenti in infrastrutture, istruzione e ambiente, in cambio delle riforme nella pubblica amministrazione e nel fisco. Nella successiva intervista rilasciata il 13 marzo per il settimanale Sette del Corriere della Sera, Felice sul piano politico si definisce "socialista, democratico, liberale" e, su quello personale, dichiara di fare parte della comunità LGBT e queer.
Da responsabile economico del PD Felice ha focalizzato la sua attenzione sulla politica industriale, sulla coesione Nord-Sud e sui temi dell'Unione Europea e dell'economia internazionale. Dopo lo scoppio della pandemia di coronavirus in Italia e il conseguente inizio di una fase di crisi economica Felice si è dichiarato favorevole all'intervento pubblico per contrastare l'indebolimento dell'apparato produttivo nazionale e ha lavorato a una riforma fiscale progressiva, sul modello tedesco, per semplificare il sistema e ridurre le imposte sui ceti medio-bassi.
A partire da settembre 2020, in diversi editoriali per Domani (quotidiano), Felice sostiene l'importanza di un Recovery Fund selettivo, che "scontenti qualcuno" per aumentare il potenziale di crescita del paese e con progetti effettivamente aggiuntivi rispetto a quanto programmato dall'amministrazione ordinaria, si esprime contro i bonus a pioggia e per un Partito Democratico che ponga al centro le politiche contro le disuguaglianze e a favore dell'ambiente. Sostiene la necessità di una nuova collaborazione fra l'Unione Europea e gli Stati Uniti di Biden, per imporre regole alla finanza internazionale e tassare in modo equo le imprese transnazionali, con riforme che a suo giudizio potrebbero salvare la globalizzazione e le società aperte. Si esprime a favore del rafforzamento e della riforma dell'Unione Europea, con cessione di sovranità da parte dei singoli stati, al fine di rendere strutturali politiche keynesiane comuni. Critica duramente Matteo Renzi per i suoi legami con il regime saudita e sostiene la necessità di un nuovo incontro fra il pensiero liberale e il pensiero socialista, incentrato sui diritti dell'uomo.
Con il Governo Draghi, assume l'incarico di esperto economico del Ministro del lavoro e delle politiche sociali Andrea Orlando.
Nell'autunno 2022 fonda, con alcune decine di studiosi, l'associazione "Rosa Rossa. Cultura politica progressista", di cui diventa presidente. Il primo incontro si svolge a Bologna, il 10 dicembre 2022, nell'anniversario della Dichiarazione universale dei diritti umani e vede la partecipazione, fra gli altri, di Matteo Lepore, Andrea Orlando, Elly Schlein, Roberto Speranza, Valeria Termini, Nadia Urbinati. Il convegno diventa anche l'occasione per ufficializzare il sostegno della sinistra del Partito Democratico alla candidatura di Elly Schlein a segretaria del PD; successivamente, Felice spiega in un'intervista e in alcuni editoriali le ragioni del suo sostegno a Elly Schlein.
Nel dicembre 2022 e gennaio 2023, Felice è fra i "saggi" del Comitato costituente del Partito Democratico e partecipa alla stesura del nuovo manifesto dei valori.

## Premi e riconoscimenti
- 2013, vincitore del premio «Earl J. Hamilton», da parte dell'Associazione Spagnola di Storia Economica, per il migliore articolo di storia economica pubblicato nel 2012 su riviste internazionali, con il saggio Regional convergence in Italy (1891-2001): testing human and social capital, in «Cliometrica», 6 (2012), n. 3, pp. 267–306.[57]
- 2014, vincitore del Premio «Sele d'Oro», 2014, per il miglior saggio sulle condizioni economiche e sociali del Sud Italia, con il libro Perché il Sud è rimasto indietro.[58]
- 2016, vincitore del Premio «Fontamara» Ignazio Silone, «per avere con le sue ricerche attirato, da meridionale, nuove attenzioni sul ‘perché il Sud è rimasto indietro’ e per aver contribuito ad alimentare un nuovo dibattito in una prospettiva di riscatto».[59]
- 2016, vincitore del Premio APE (Associazione per il Progresso Economico), per il «miglior libro di divulgazione in materia economico-politica pubblicato nel 2015», con il libro Ascesa e declino. Storia economica d'Italia.[60]
- 2016, vincitore del Premio nazionale di cultura «Benedetto Croce», sezione saggistica, con il libro Ascesa e declino. Storia economica d'Italia.[61]
- 2017, Premio «Giuseppe Pietrocola» (Vasto), «per l'alto valore degli studi di Storia dell'Economia».[62]
- 2018, vincitore del Premio Confindustria Piemonte con il libro Storia economica della felicità.[63]
- 2022, vincitore del Premio Eccellenze Iulm, per le migliori pubblicazioni culturali dell'Ateneo, con il libro La conquista dei diritti. Un'idea della storia.[63]

## Pubblicazioni
- Divari regionali e intervento pubblico. Per una rilettura dello sviluppo in Italia, Il Mulino, Bologna, 2007. ISBN 978-88-15-11882-0
- Perché il Sud è rimasto indietro, Il Mulino, Bologna, 2013. ISBN 978-88-15-26610-1
- Ascesa e declino. Storia economica d'Italia, Il Mulino, Bologna, 2015. ISBN 978-88-15-27930-9
- Storia economica della felicità, Il Mulino, Bologna, 2017. ISBN 978-88-15-27379-6
- Il Sud, l'Italia, l'Europa. Diario civile, Il Mulino, Bologna, 2019. ISBN 978-88-15-28363-4
- Dubai, l'ultima utopia, Il Mulino, Bologna, 2020. ISBN 978-88-15-28592-8
- La conquista dei diritti. Un'idea della storia, Il Mulino, Bologna, 2022. ISBN 978-88-75-64011-8
- (con Alberto Mingardi), Libertà contro libertà. Un duello sulla società aperta, Il Mulino, Bologna, 2022.